# Kurt Knoblauch
Kurt Knoblauch, född 10 december 1885 eller 1886 i Marienwerder, död 10 november 1952 i München, var en tysk SS-Obergruppenführer och general i Waffen-SS. År 1940 blev han befälhavare för Waffen-SS i det av Tyskland ockuperade Nederländerna. Följande år utsågs han till chef för Kommandostab Reichsführer-SS (Kommandostab RF-SS), ledningsorganet för partisanbekämpning på östfronten.